# Relvado
Relvado es un municipio brasileño ubicado en el estado de Rio Grande do Sul. Tiene una población estimada, en 2021, de 2068 habitantes.
Ocupa una superficie de 108.19 km².